# Władimir Gierłach
Władimir Leonidowicz Gierłach, ros. Владимир Леонидович Герлах (ur. 1 lipca 1899 roku, zm. 28 czerwca 1978 roku w USA) – rosyjski wojskowy (podporucznik), działacz emigracyjny, pisarz, dowódca 654 Batalionu Wschodniego podczas II wojny światowej.
Ukończył konstantynowską szkołę artyleryjską. W 1918 roku wstąpił do nowo formowanych wojsk Białych generała Antona Denikina. Uczestniczył w I Marszu Kubańskim. Jesienią 1919 roku awansował do stopnia podporucznika. W listopadzie 1920 roku wraz z wojskami Białych został ewakuowany z Krymu do Gallipoli. Na emigracji zamieszkał we Francji. Podczas okupacji niemieckiej podjął kolaborację z Niemcami. Był dowódcą 654 Batalionu Wschodniego. Po zakończeniu wojny przebywał w niewoli francuskiej, gdzie napisał powieść „Izmiennik” (opublikowaną pod koniec lat 60.). Zamieszkał w Luksemburgu. Pełnił funkcję przewodniczącego miejscowego oddziału Rosyjskiego Zjednoczenia Narodowego. Na początku lat 60. przeniósł się do Monachium, gdzie pracował w redakcji pisma „Posiew”. Następnie wyemigrował do USA.